# FK Širvėna

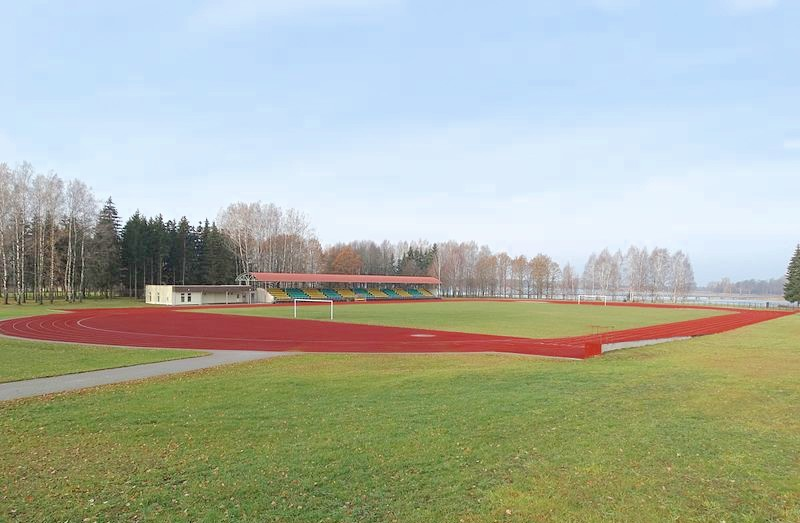
Stadion Biržai (Biržų centrinis stadionas)

FK Širvėna, celým názvem Futbolo klubas Širvėna, je litevský fotbalový klub z města Biržai. Klubové barvy jsou bílá, černá a červená.
Založen byl v roce 1948 (originální klub) jako Žalgiris.

## Úspěchy
- B klasė (D2)
  - 2. místo (5x): 1953, 1954, 1955, 1956, 1957.
- Antra lyga (D3)
  - Vítěz (1x): 2015.
  - 2. místo (2x): 2001, 2017.

## Sezóny
| Sezóny | Div. | Liga    | Misto | Zdroje |
| ------ | ---- | ------- | ----- | ------ |
| 1953   | 2.   | B klasė | 2.    |        |
| 1954   | 2.   | B klasė | 2.    |        |
| 1955   | 2.   | B klasė | 2.    |        |
| 1956   | 2.   | B klasė | 2.    |        |
| 1957   | 2.   | B klasė | 2.    |        |

| Sezóny | Div. | Liga                     | Misto | Zdroje |
| ------ | ---- | ------------------------ | ----- | ------ |
| 2013   | 3.   | Antra lyga (Vakarų zona) | 3.    | [ 1 ]  |
| 2014   | 3.   | Antra lyga (Vakarų zona) | 6.    | [ 2 ]  |
| 2015   | 3.   | Antra lyga (Vakarų zona) | 1.    | [ 3 ]  |
| 2016   | 3.   | Antra lyga (Vakarų zona) | 7.    | [ 4 ]  |
| 2017   | 3.   | Antra lyga (Vakarų zona) | 2.    | [ 5 ]  |
| 2018   | 3.   | Antra lyga (Vakarų zona) | 8.    | [ 6 ]  |
| 2019   | X    | X                        | X     |        |
| 2019   | –    | –                        | –     |        |
| 2021   | 4.   | Trečia lyga (Panevėžys)  | 4.    | [ 7 ]  |

## Soupiska
Aktuální k 27. únoru 2019  
| 1  | Litva | B | Armandas Indrašius  |  |  |  |  |  |
|    |       |   |                     |  |  |  |  |  |
| 12 | Litva | O | Deividas Kuodis     |  |  |  |  |  |
| 20 | Litva | O | Simonas Laužikas    |  |  |  |  |  |
| 21 | Litva | O | Laurynas Šatas      |  |  |  |  |  |
| 23 | Litva | O | Tomas Sirevičius    |  |  |  |  |  |
|    |       |   |                     |  |  |  |  |  |
| 2  | Litva | Z | Donatas Paulauskas  |  |  |  |  |  |
| 5  | Litva | Z | Ignas Peikštenis    |  |  |  |  |  |
| 10 | Litva | Z | Tautvydas Švelna    |  |  |  |  |  |
| 17 | Litva | Z | Gailius Lansbergas  |  |  |  |  |  |
| 22 | Litva | Z | Vaidas Kavaliauskas |  |  |  |  |  |
|    |       |   |                     |  |  |  |  |  |
| 18 | Litva | Ú | Ignas Kurklietis    |  |  |  |  |  |
| 11 | Litva | Ú | Marius Ligeika      |  |  |  |  |  |
|    |       |   |                     |  |  |  |  |  |

## Bývalí trenéři
- Vytautas Stanulevičius (?)
- Mantas Pomeckis (?)